# Сем Харис
Бенџамин Семјуeл "Сем" Харис (Лос Анђелес, 9. април 1967) амерички је аутор, филозоф и неуролог. Он је ко-оснивач и извршни директор Пројекта Разум, непрофитне организације која промовише науку и атеизам, и водитељ подкаста Буђење са Сем Харисом. Његова књига Крај вере (2004), критика организоване религије је била на Њујорк Тајмс бестселер листи 33 недеље. Његова друга књига Писмо хришћанској нацији (2006) је била одговор на критику Краја вере. 
Харис је један од "четири јахача новог атеизма", заједно са Ричардом Докинсом, Данијелом Денетом и покојним Кристофером Хиченсом. Он се залаже за одвајање цркве и државе, научни скептицизам и критику религије. Харисово писање о религији му је донело и похвале и критике. Неки коментатори га оптужили за исламофобију, верујући да позива на нетолеранцију муслимана. Харис и други су одговорили да је термин исламофобија погрешно коришћен и да је такво етикетирање, често, покушај да се ућутка разумна критика.

## Младост и образовање
Харис је рођен 9. априла 1967. године у Лос Анђелесу. Подизала га је самохрана мајка од када је имао две године. Син је глумца Берклија Хариса и продуценткиње Сузан Харис. Његов отац је био припадник квекерске цркве, а мајка јеврејка. Харис је рекао да је његово образовање било потпуно секуларно и да његови родитељи нису расправљали око религије, иако га је она одувек занимала.
У 1986. години, као млад студент на универзитету Станфорд, Харис је користио МДМА и писао је о увидима које је имао под утицајем овог наркотика.
Харис је почео да се интересује за духовне и филозофске проблеме док је студирао на универзитету Станфорд. Био је одушевљен идејом постизања духовног просветљења без коришћења дроге. Напустио је Станфорд у другој години и отишао је у Индију, где је учио медитацију код будистичких и хинду учитеља. Једанаест година касније, 1997. године, се вратио на Станфорд и дипломирао је филозофију 2000. године. Харис је почео да пише своју прву књигу, Крај вере, одмах након терористичких напада 11. септембра.
Докторирао је когнитивну неуронауку 2009. године на Универзитету Калифорније у Лос Анђелесу. Израду његове дисертације "Морални пејзаж: како наука може одредити људске вредности" је надгледао Марк Кохен.

## Погледи

### Критика Аврамовских религија
Харис каже да је религија пуна лоших идеја. Пореди савремена верска веровања са митовима старих грка која су некада се узималиа као тачни, али су данас заборављена. У јануару 2007. године у интервјуу за ПБС је рекао: "Ми немамо реч за не веровање у Зевса, што значи да смо сви атеисти према Зевсу". Он каже да ће тако термин атеиста једног дана бити превазиђен.
Харус промовише говорну нетолеранцију, у којој се лична уверења мере против доказа. Такође сматра да постоји потреба да се супротстави забранама које спречавају отворене критике религиозних идеја, веровања и пракси. На свом блогу је објавио да је добио претње смрти за неке своје погледе на религију.
Колумниста Маделин Бантинг цитатира Харисову књигу Крај вере: "неки предлози су били толико опасни да се чак може етички оправдати убијање људи због њихове вере". Баунтинг наводи да Харисова изјава "звучи као аргумент оних који су водили инквизицију". Теолог Кетрин Келер пита за исти део књиге "да ли постоји опаснији предлог од овог? ". Писац Теодор Далримпле је описао део књиге као "можда најсрамније што сам прочитао у књизи човека који се представља као рационалиста". 
Харис одговара на свом личном веб сајту на неке најчешће критике његовог рада, од којих су многе, "неправедне, погрешно схваћене или искривљене праве позиције".
У позитивној критици књиге Крају вере, Нина Берли се слаже са Харисом у претпоставци да религиозна "вера" води човечанство у амбис и да би свет био боље без три главне религије. Ричард Докинс износи да иако књига неће "промени свест идиота", она ће помоћи другим паметним људима да изађу и проговоре.

#### Ислам
У поређењу са другим главним светским религијама, Харис сматра да је ислам "посебно ратоборан и супротан нормама грађанског дискурса". Он тврди да је догматска посвећеност коришћењу насиља одбрани своје вере изнутра и споља, у одређеној мери, центар исламске доктрине која се налази и у неколико других религија у истој мери.
После Јуландс-Постен контроверзности око карикатуре Мухамеда 2006. Харис је написао је: "идеја да је ислам је религија мира коју су отели екстремисти опасна фантазија. Није сасвим јасно како да наставимо у нашем дијалогу са муслиманским светом, али заваравати се еуфемизмима није одговор. То сада изгледа уобичајено у страним политичким круговима, да праве реформе у муслиманском свету не могу доћи од споља. Али важно је схватити, зашто је то тако—тако је зато што је у муслимански свет потпуно окупиран његов верски трибализмима." Он тврди да његова критика религије није усмерена на муслимане као људе, већ на учење ислама као идеологије, признајући да нису сви муслимани заступници радикалних и непопуларних идеја.
Антрополог Скот Атран критикује Хариса за оно што он сматра ненаучним наглашавањем улоге веровања у психологији бомбаша самоубица. Атран критикује Харис и друге због борбе против верских догми и веровања на начин који он сматра "без научне основе, психолошки неупућену, политички наивну и контрапродуктивну за наше заједничке циљеве".
Попут многих друхих заговорника атеизма, посебно новог атеизма, био је оптужен за исламофобију. Харис је критиковао термин исламофобија. "Моја критика ислама је критика њихових веровања и последица" - написао је после сукоба са Бен Афлеком у октобру 2014. године. Додаје "Исламофобија је термин пропаганде чија је сврха да брани ислам од секуларизације мешањем свих критика са расизмом и ксенофобијом.
Харис је добио подрушку у изношењу својих ставова. Рич Лори је пишући у Њујорк посту бранио Харис тврдећи да "либерални критичари не могу да разговарају отворено о нелиберализму највећг дела муслиманског света". Бројни други писци су изразили подршку по овом питању. У чланку о Харисвом телевизијском сукоб са Афлеком, Гај Харисон је изразио разумевање за Афлеков бес према негативним стереотипима везане за муслимане, али је такође написао, "Добро сам упознат са Харисовим радом и никада нисам видео разлог да сумња да је он расиста и фанатик, а ја обраћам посебну пажњу на такве ствари, пишући књиге о концепту расе и проблемима расизма. Сигуран сам да Сем Харис није расиста."

#### Хришћанство
Харис оштро критикује хришћанство, а неке гране критикује више од других. Описао је мормонизам као мање кредибилан од већине хришћанства, јер "мормони верују у скоро све немогуће ствари у које хришћани верују и још много других немогућих ствари", као да ће се Исус вратити на Земљу у Џексон, Мисури. Окарактериосао је католицизам као "одвратну машину коју су покренули ветрови срама и садизма", и критиковао је католичку цркву за "два миленијума демонизацији људске сексуалности више од било које друе институције." Такође је критиковао струкруру калоличке цркве и принудни целибат у својим редовима због привлачења педофила и оптужује њихову политику према употреби контрацепције као извор сиромаштва, смањења животног века и ширења сиде.

#### Јудаизам
Харис, који је одрастао са секуларном јеврејском мајком и квекери очем је рекао да је његово образовање било потпуно секуларно. Његов пријатељ и критичар религије Кристофер Хиченс је окарактерисао Хариса као "јеврејског ратника против теократије и фанатизам свих боја".
У Крају вере критикује јудаизам његове следбенике.
Харис је рекао да има донекле парадоксално мишљење о Израелу и јудаизму. "Ја не мислим да Израел мора да постоји као јеврејска држава. Мислим да је непристојано, неефикасно и неоправдано да држава буде организована око религије, тако да ја не славимо мисао да постоји јеврејске државе на блиском истоку. Наравно, не подржавам никакво јеврејско власништво земље на основу Библије. Иако сам рекао да не мислим да Израел мора да постоји као јеврејска држава, оправдање за тако нешто је прилично лако наћи. Само треба погледати чињеницу да остатак света жели да убије јевреје, тако да ако би требало да постоји организована држава око заштите чланова једне религије, то наравно треба да буде јеврејска држава. Пријатељи Израела ће може сматрати да ово није оправдање, али то је најјачи аргумент који имам.

### Заступљање индијске традиције
За разлику од "Аврамовских религија", Харис изјављује да су "индијске традиције релативно без проблема ове врсте".

### О атеизму
Иако је Харис започео Новои атеизам, он сматра да је термин атеизам проблематичан. Рекао је: "никада нисам мислио да сам атеиста пре него што сам почео да говорим као један".

### О духовности
Упркос његовим анти-религијски уверењима, Харис такође тврди да "не постоји ништа ирационално у проналажењу стања свести које лежи у основи многих религија. Саосећање, поштовање, оданост и осећања заједништва су сигурно међу највредније искуствима човека." 

### Наука и моралност
У својој трећој књизи, Морални пејзаж: како наука може да открије људске вредности, Харис каже да "Добробит човека није случајна појава. То зависи од многих фактора, почев од генетике и неуробиологије до социологије и економије." Харис каже да је дошло време промовисања научног приступа нормативном моралу, одустајању од идеје да религија одређује шта је добро. Он сматра да када научници почну да пишу о моралним нормама, натприродни морални систем ће се придружити "астрологији, враџбинама и грчкој митологији на отпаду".
Велики број коментара у медијима је критиковао различите аргументе које је изнео у књизи. Убрзо након изласка књиге, Харис је одговорио на неке критике у чланку за "Хафингтон пост”.

У прегледу Моралног пејзажа, антрополог Скот Атран је изјавио:
"Упркос најновијим Харисовим изјавама, не постоји научна основа универзалног морала и укидање религије неће учинити ништа да ослободи човечанство од његових зла."

### Слободна воља
Харис каже да идеја слободне воље "не може да се прикаже на било којој реалности". Људи нису слободни и нема доказа да би могли бити. Према њему, наука нам "открива да смо биохемијска марионета". Каже да људске мисли и намере "произилазе из тајних разлога за које ми не знамо и над којима немамо контролу." Сваки наш направљен избор је направљен као резултат претходих разлога. Он спроводи разлике између свесних и несвесних реакције на свет око нас. Чак и без слободне воље, свест игра важну улогу у избору који правимо. Харис тврди да свест о људском уму не подрива морал или умањује значај друштвене и политичке слободе, али она може и мора да се промени.

### Социјална и економска политика
Харис себе назива либералом и изјављује да подржава повећање пореза за богате, декриминализации дроге и права хомосексуалаца на брак. Он критикује Бушеву политику: рат у Ираку, фискалну политику и однос према науци.

## Организације
Харис је са женом 2007. године основао Пројекат Разум, добротворни фонд посвећен ширењу научног знања и секуларних вредности.
Харис је такође члан саветодавног одбора Секуларне коалиције за Америку, националне лобистичке организације која заступа интересе Американаца који нису верници.

## Неурологија
Због својих интересовања за веровање и религију је докторирао когнитивну неуронауку на Универзитету Калифорније. Користио је магнетну резонанциу да истражи да ли мозак реагује другачије на реченице за које испитаник мисли да су тачне или нетачне. Реченице су биле из разних тема, укључујући аутобиографске, математичке, географске, религијске, моралне, и семантичне.
У другом истраживању је са сарадницима проучавао неуролошку основу религијских и нерелигијских веровања уз помоћ магнетне резонанце. 

## Лични живот
Харис је био озбиљан ученик борилачких вештина и тренирао је борилачке вештине на факултету. После више од двадесет година је почео поново да се бави борилачким вештинама, посебно бразилским џијуџицуом. Током једног периода живота је био вегетаријанац, али је престао након шест година из здравствених разлога. У 2015. години је објавио да је поново вегетаријанац и да ће временом постати веган.
Харис нерадо разговара о личним подацима као што је место боравка, позивајући се на безбедност. Оженио се са Анаком Харис, уредницом научних књига, 2004. године. Имају две ћерке.

## Подкаст
Почевши од септембра 2013. године, Харис је почео да води подкаст Буђење са Сем Харисом у коме истиче своје ставове, одговара на критике и интервјуише госте. Подкаст има различиту дужину трајања и може трајати од 8 минута до 2 сата. Има редован распоред излаза, али се учесталост повећала током времена.

### На српском
Харисову књигу Писмо хришћанској нацији (енгл. Letter to a Christian Nation) је на српском објавила издавачка кућа Хеликс.